# Noodvlucht
Noodvlucht is een voormalig waterschap in de provincie Groningen.
Het schap lag ten oosten van Nieuwe Pekela. De noordwestgrens lag bij het Pekelderdiep, de noordoostgrens 400 m westelijk van de weg de Compagniesterwijk, de zuidoostgrens lag bij Barkelazwet (de grens tussen Pekela en Stadskanaal) en de zuidwest grens bij de Verbindingsweg Nieuwe Compagnie. De molen sloeg uit op de wijk langs de noordoostgrens van het waterschap, die uitkwam op het Pekelderdiep. 
Waterstaatkundig gezien ligt het gebied sinds 2000 binnen dat van het waterschap Hunze en Aa's.